# Wear OS
Wear OS by Google（旧称Android Wear）は、スマートウォッチ（腕時計型ウェアラブルデバイス）向けに設計され、Googleが中心となって開発されているオペレーティングシステム。Android携帯端末やiPhoneとBluetoothや Wi-Fi、LTEでペアリングすることで、端末で受け取った通知をWear OS by Google側で閲覧や操作をできる。またGoogle Playより、Wear OS by Googleに対応したアプリをインストールすることができる。
システムはAndroidをベースとしている。2018年3月15日にブログにてAndroid WearからWear OS by Googleに改名することが明らかにされた。2021年5月18日、Google I/OにおいてTizenとの統合が発表された。

## 開発
アプリケーションの開発環境は、従来のEclipseではなくAndroid Studioが推奨される。

## バージョン履歴

### Android Wear 4.4W
2014年6月25日のGoogle I/Oでリリースされた。
2014年9月Android Wear 4.4W.1、2014年10月Android Wear 4.4W.2のマイナーアップデートを提供。

### Android Wear 1.0
Android 5.0.1ベースとなる。2014年12月にローンチ。

### Android Wear 1.1
Android 5.1ベースとなる。Wi-Fiとアプリメニュー、Ambient modeに対応。

### Android Wear 1.3
2015年8月20日にローンチ。ウォッチフェイスがタップイベントの取得に対応。

### Android Wear 1.4
2016年2月4日にローンチ。Android 6.0.1ベースとなる。ジェスチャー操作に対応、ウォッチからのボイスメッセージに対応、スピーカー対応、アプリがAmbient Modeに対応。

### Android Wear 1.5
Android Wear 1.4のマイナーバージョンで、再起動メニューの追加とセキュリティの修正。

### Android Wear 2.0
2016年5月18日にGoogle I/O にて発表される。開発者プレビュー版として、LG Watch Urbane 2nd EditionとHuawei Watch版のプレビューOSイメージが公開された。2017年3月8日にローンチ。Android 7.1.1ベースとなる。文字入力の対応、Wearから直接インターネットへの接続が可能。刷新されたマテリアルデザインへの対応、iOS使用時のアプリ対応、Google Play Storeからのアプリダウンロード対応、スタック可能な通知、SIM対応、ウォッチフェイス上でのデータ表示対応などが含まれる。このバージョンよりスタンドアローンアプリに対応しスマートフォンに依存しないアプリが作成可能となった。

### Wear OS by Google 1.0
2018年3月15日リリース。Android Wear 2.10からWear OS by Google 1.0に改名。

### Wear OS by Google 2.0
2018年8月発表。

### Wear OS by Google 3.0
2021年7月発表。Android 11 ベースになる。スマートフォン側のWear OSアプリに対応しなくなり、製造元から提供されるアプリで設定などを行うようになる。

### Wear OS by Google 4.0
2023年5月発表。Android 13 ベースになる。Samsungと共同で開発した Watch Face Format に対応する。タイルがアニメーションに対応し、アプリの起動時にスプラッシュ画面が追加される。

## 搭載デバイス
- Asus ZenWatch[18]
- Asus ZenWatch2
- Asus ZenWatch3

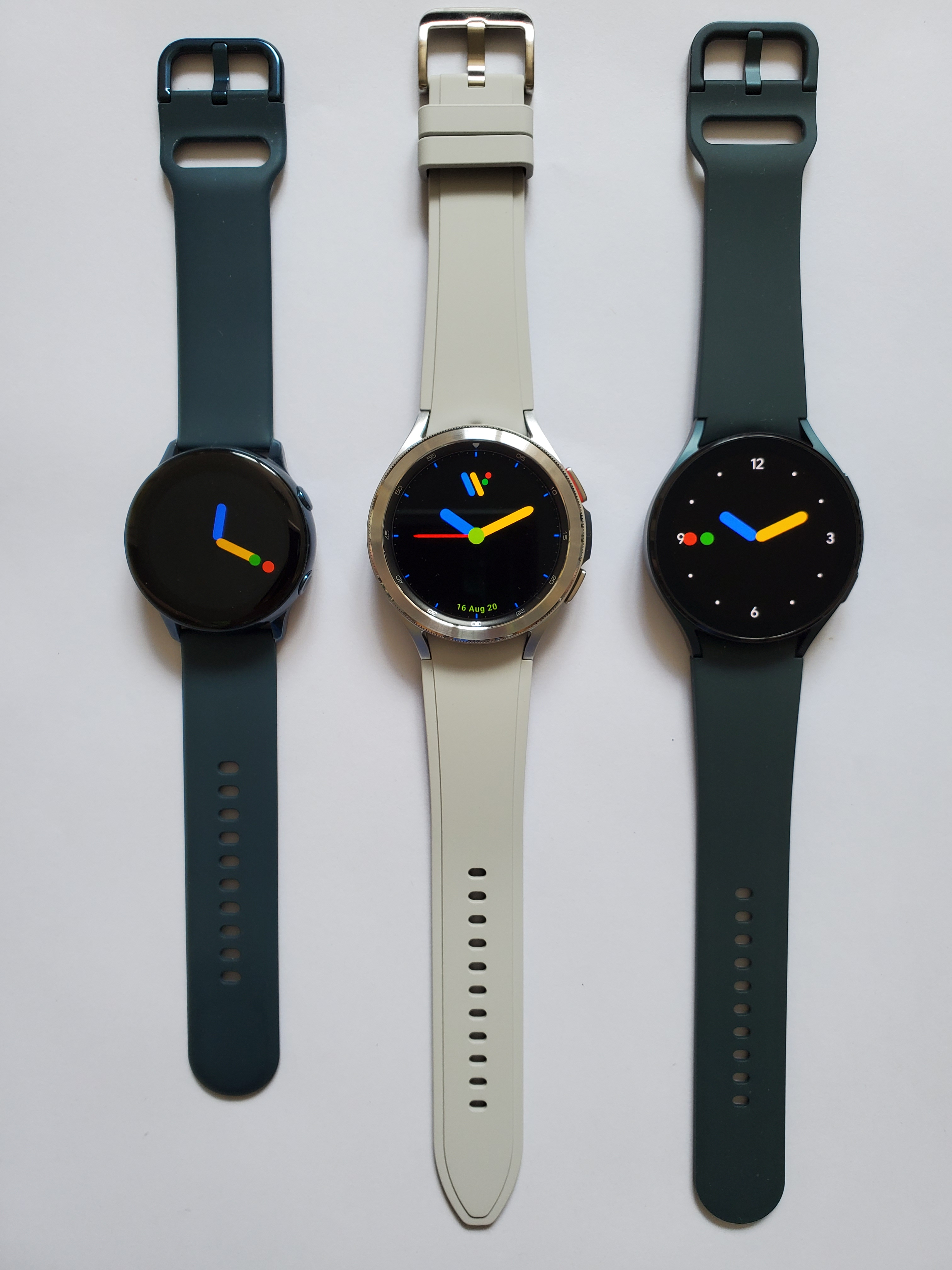
Samsung Galaxy Watch

- CASIO Smart Outdoor Watch
- Fossil Q Founder
- Fossil Q Wander
- Fossil Q Marshal
- skagen Falster[19]
- Huawei Watch
- Huawei Watch2
- LG G Watch[20]
- LG G Watch Sport
- LG G Watch Style
- LG G Watch R[21]
- LG Watch Urban
- LG Watch Urbane 2nd Edition
- LG Watch Urbane 2nd Edition LTE
- Moto 360[22]
- Moto 360 2nd gen
- Moto 360 Sport
- Nixon The Mission
- Samsung Gear Live[23]
- Samsung Galaxy Watch 4
- Samsung Galaxy Watch 4 Classic
- Sony SmartWatch 3[24]
- TAG Heuer Connected
- Ticwatch Express（英語版）
- Ticwatch Pro（英語版）
- TicWatch Pro 3 Ultra（英語版）
- Ticwatch Sport（英語版）
- Polar M600
- ZTE Quartz
- CASIO G-SHOCK GSW-H1000

## パートナーのリスト
- ASUS
- ブロードコム
- フォッシル
- HTC
- インテル
- LG
- MediaTek
- イマジネーションテクノロジーズ
- モトローラ・モビリティ
- クアルコム
- サムスン
- ZTE